# Partisan Review
«Партизан Ревью» (англ. Partisan Review) — американский литературно-политический ежеквартальный журнал левой ориентации (ISSN 0031-2525).

## История
Издавался с 1934 по 2003 Бостонским университетом с коротким перерывом между октябрём 1936 и декабрём 1937. Журнал основали Филип Рав и Уильям Филлипс в качестве альтернативы журналу The New Masses, издаваемому Коммунистической партией США. Журнал прекратил своё существование через год после смерти его основателя и редактора Уильяма Филлипса. Последний год журнал редактировала Эдит Курцвейл, вдова Филлипса.

## Политическая ориентация
В тридцатые годы журнал дистанцировался от сталинизма в связи с показательными процессами в СССР и c «Пактом Молотова — Риббентропа». Некоторое время находился под влиянием троцкизма, затем занял центристскую позицию. Троцкий писал Д.Макдоналду (20 января 1938): 
«Мое общее впечатление таково, что редакторы „Партизан Ревью“ — способные, образованные и интеллигентные люди, но что им нечего сказать. Они ищут таких тем, которые неспособны никого задеть, но зато мало способны кому-нибудь что-нибудь дать. Я никогда не наблюдал и не слышал, чтобы группа с такого рода настроениями имела успех, то есть завоевала влияние и оставила в истории мысли какой-либо след».

Хотя затем журнал в целом и отошёл от марксизма (и получал некоторое финансирование от ЦРУ), он продолжал 
«ассоциироваться с американскими левыми либералами вплоть до своего закрытия <…>».
Как отмечал исследователь Benli M. Shechter: "Интеллектуальная история первых 20 лет существования Partisan Review — с 1934 по 1953 год — это насыщенный период, охватывающий всю гамму политической мысли двадцатого века. От коммунизма к троцкизму и демолиберализму, достигнув кульминации (для многих из них) нового поколения консерватизма в начале 1950-х годов, его история — это история осмысления и переосмысления «тоталитаризма»".

## Влияние
Колумнист «Нью-Йорк Таймс» Хилтон Крамер вспоминал свою молодость: 
«Партизан ревью» <…> был больше, чем журнал. Это была существенная часть нашего образования, предписывавшего, какие книги мы должны читать, какие музеи посещать, на какие концерты ходить и какие грамзаписи покупать. Он придавал всему, чего касался, будь то искусство, литература, политика, история или повседневная жизнь, тот заряд интеллектуальной энергии, которая заставляла нас чувствовать свою сопричастность".
 Несмотря на то, что тираж журнала в его лучшие годы не превышал 15 тыс. экземпляров, он оказывал «решающее воздействие на успех или провал в литературном мире».

## Публикации
Многие известные рассказы, стихотворения, эссе были впервые опубликованы в «Партизан Ревью». Среди них произведения Х. Арендт, И. Башевис-Зингера, С. Беллоу, В. Брайнина-Пассека, К. Гринберга, С. Довлатова, С. Зонтаг, Д. Лессинг, М. Маккарти, Ч. Милоша, Д. Оруэлла, Ф. Рота, Т. С. Элиота и др.

## Премии
В 1949 журнал наградил «1984» Оруэлла 357 фунтами стерлингов в качестве ежегодной премии за наиболее существенный вклад в литературу.